# Belagerung von Namur (1692)
Philippsburg – Koblenz – Walcourt – Bantry Bay – Mainz – Bonn – Fleurus – Beachy Head – Boyne – Staffarda – Québec – Mons – Cuneo – Leuze – Aughrim – Barfleur/La Hougue – Namur 1 – Steenkerke – Lagos – Neerwinden – Marsaglia – Charleroi – Torroella – Camaret – Texel – Sant Esteve d'en Bas – Gerona – Dixmuyen – Namur 2 – Brüssel –  Ath – Cartagena – Barcelona
Die Belagerung von Namur vom 25. Mai bis 30. Juni 1692 fand während des Neunjährigen Krieges statt. Die französischen Truppen unter dem persönlichen Befehl von Ludwig XIV. unterstützt von Sébastien Le Prestre de Vauban belagerten Stadt und Zitadelle, während sie von einer starken Armee unter dem Marschall François-Henri de Montmorency-Luxembourg geschützt wurden. Die Verteidigung wurde zeitweise zu einem Kampf zwischen den beiden Militäringenieuren und -festungsbaumeistern Vauban und Menno van Coehoorn. Die Alliierten unter Wilhelm III. führten zwar eine Entsatzarmee heran, ohne aber ernsthaft anzugreifen. Daher fiel zunächst die Stadt und schließlich auch die Zitadelle in die Hand der Franzosen.

## Vorbereitungen
Die Belagerung und Eroberung von Namur war von Ludwig XIV. als ein entscheidender Schlag gegen die Wiener Große Allianz geplant worden. Die Vorbereitungen dazu begannen bereits Monate vorher. In verschiedenen Städte waren dazu große Magazine angelegt worden. In den Festungen an der Maas und Schelde wurden zahlreiche Feld- und Belagerungsgeschütze zusammengezogen.
Kriegsminister François Michel Le Tellier de Louvois hatte kurz vor seinem Tod enorme Rüstungsanstrengungen unternommen, so dass für den niederländischen Kriegsschauplatz eine Armee von 100.000 Mann zur Verfügung stand. Diese wollte der König persönlich führen. Ein Großteil der Truppen wurde bei Mons gesammelt.
Vor dem Feldzug wies Ludwig XIV. seine Befehlshaber auf den anderen Kriegsschauplätzen an, lediglich defensiv zu handeln, um die Operationen in den Niederlanden nicht zu gefährden. Gleichzeitig sollte die Flotte eine Landungstruppe unter Marschall Bernardin Gigault de Bellefonds nach England eskortieren, um Jakob II. wieder auf den Thron zu bringen, während Wilhelm III. in den Niederlanden gebunden war. Dieses Kalkül scheiterte, als die französische Flotte Ende Mai/Anfang Juni in den Seeschlachten von Barfleur und La Hougue besiegt wurde.
Den Alliierten waren die enormen Rüstungsanstrengungen der Franzosen nicht verborgen geblieben. Wilhelm III. und der Generalstatthalter der spanischen Niederlande Maximilian II. Emanuel von Bayern zogen bei Brüssel eine Armee zusammen, die stark genug war, um ein weiteres Vordringen der Franzosen zu verhindern.
Ludwig XIV. war mit seinem gesamten Hof zu den Truppen gereist. Um die Überlegenheiten seiner Armee zu demonstrieren, ließ der König eine Parade abhalten, die zu den größten ihrer Art des Jahrhunderts zählten. Der Marschall von Luxembourg führte eine Armee von etwa 60.000 Mann und 64 Geschützen, die zur Deckung der Belagerungsarmee bestimmt war. Er errichtete bei Gemblours ein befestigtes Lager.
Der König befehligte eine Armee aus etwa 26.000 Mann. Die beiden Flügel reichten von der Sambre bis zur unteren Maas. Eine etwa 20.000 Mann starke Armee unter Marschall Louis-François de Boufflers vollendete die Einschließung der Stadt auf dem rechten Ufer der oberen und unteren Maas. Die Zahl der Geschütze betrug 151 Kanonen und Mörser. Die Planung der eigentlichen Belagerung lag in den Händen von Vauban.
Namur war stark befestigt. Zudem flossen im Süden und Osten die Sambre und die Maas und im Norden der kleine Fluss Vedrin. Zusätzlich geschützt wurde die Stadt durch eine Zitadelle. Diese lag auf dem rechten Ufer der Sambre auf einem hohen Felsen. Hinzu kamen das neue Fort Wilhelm, dass von Coeshorn gebaut worden war.
Über die Anzahl der Verteidiger unter dem Gouverneur duc de Barbançon gibt es unterschiedliche Angaben. Die höchste Zahl beträgt 8300 Mann. Neuere Angaben sprechen von 6000 Mann. Die Truppen stammten aus den verschiedenen alliierten Ländern. Es gab deutsche, spanische und englische Einheiten. Unter ihnen waren etwa 200 Kavalleristen und 80 Kanoniere. Die Kräfte reichten nicht aus, um alle Werke zu bemannen, waren aber stark genug, um erheblichen Widerstand zu leisten. Eigentlicher Leiter der Verteidigung war Coehoorn.

## Verlauf

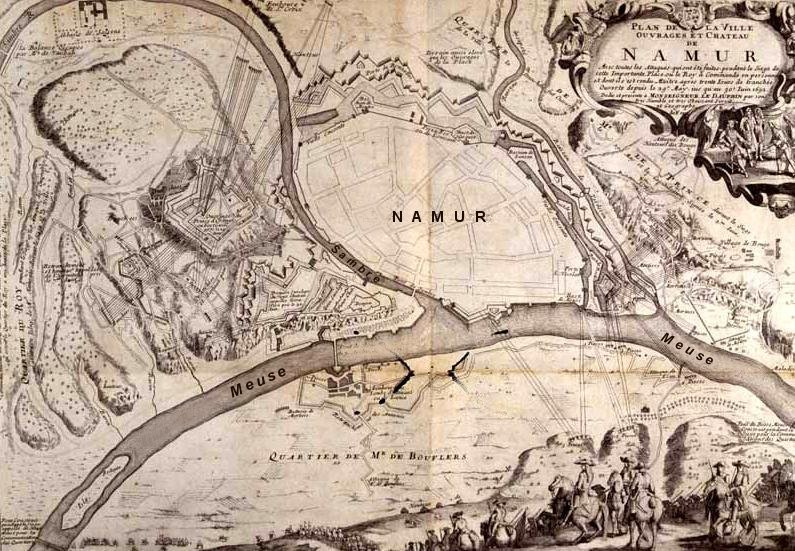
Zeitgenössischer Plan zur Belagerung

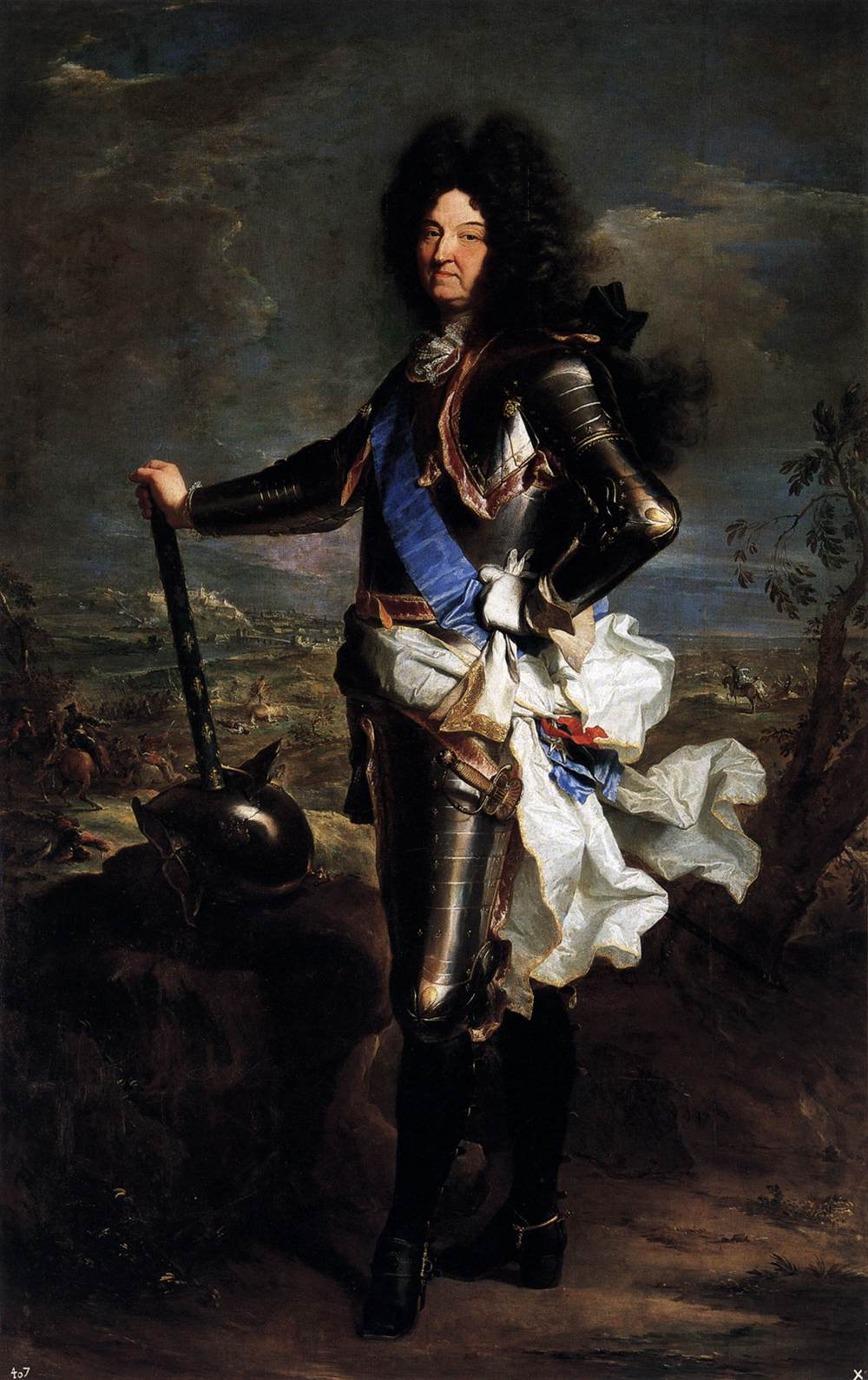
Ludwig XIV. (Hyacinthe Rigaud 1701)

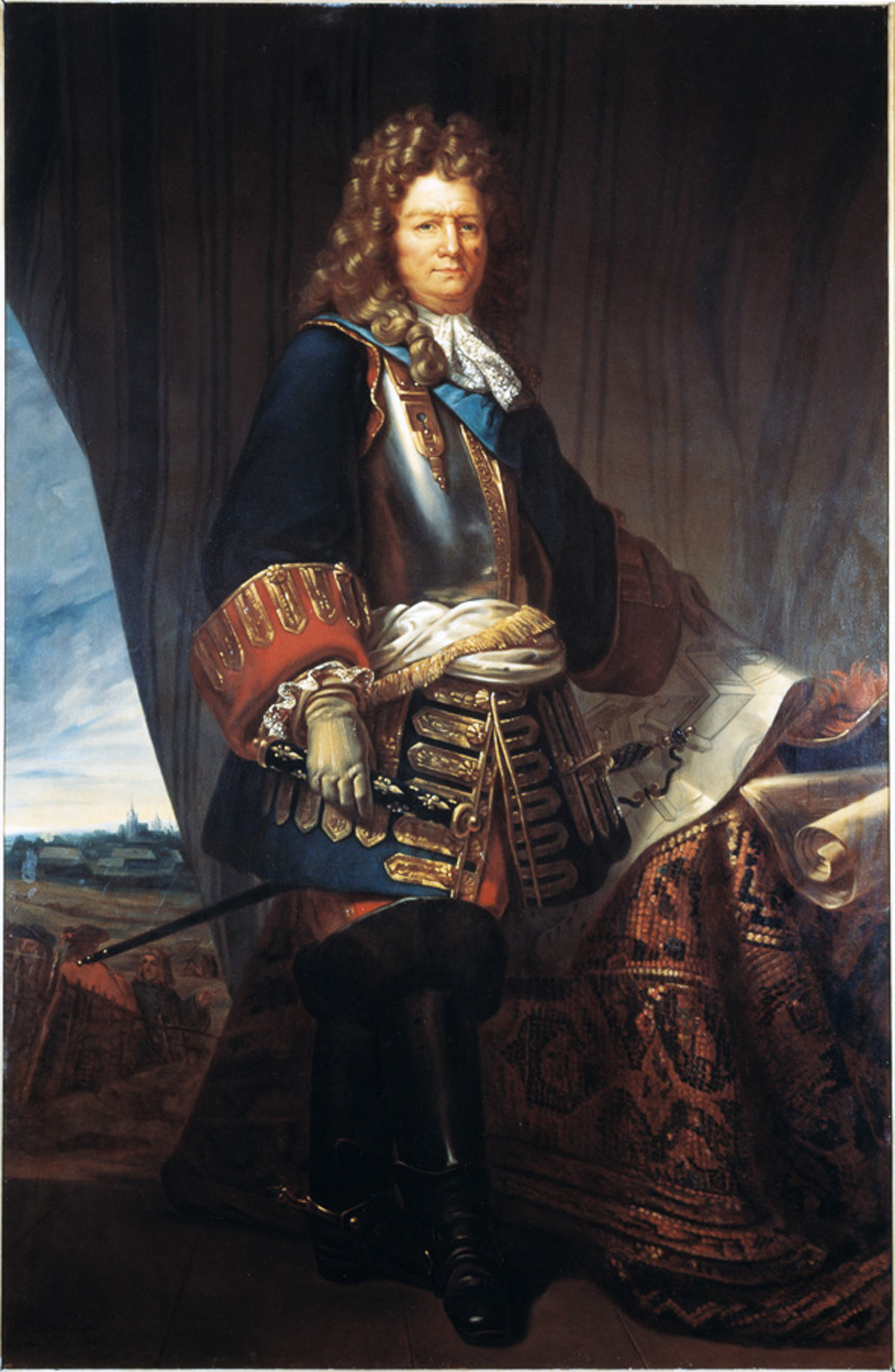
Sebastien le Prestre de Vauban (unbekannter Künstler Anfang 18. Jahrhundert)

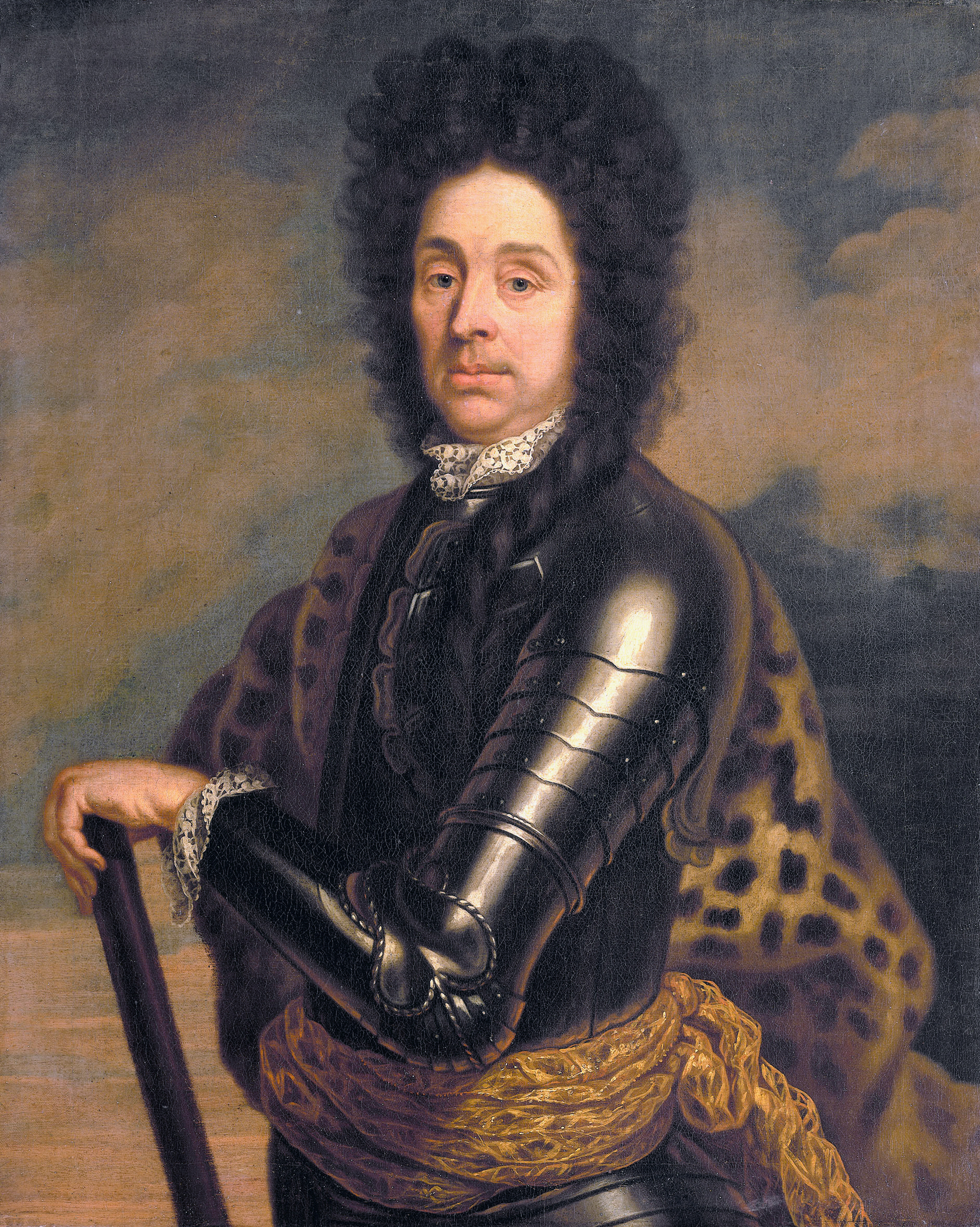
Menno van Coehoorn (früher Caspar Netscher zugeschrieben), Anfang 18. Jahrhundert

In der Nacht vom 29. zum 30. Mai wurden die Laufgräben eröffnet. Diese wurden rasch vorgetrieben, so dass die Franzosen bereits am Morgen des 31. Mai aus fünf Batterien das Feuer auf die Befestigungen beim Tor St. Nicolas eröffnen konnten. Mit Hilfe von 300 Grenadieren und 400 Dragonern nahm Marschall Baufflers die Außenwerke der Vorstadt Jambe. In der Folge machte er weitere Fortschritte und eroberte weitere Befestigungswerke. Schließlich wurde auch ein Brückenkopf genommen. Dadurch mussten sich die Belagerten auf die Verteidigung des alten Walls beschränken. Der Gouverneur der Stadt musste einsehen, dass er die ganze Stadt mit seinen geringen Kräften nicht halten konnte und zog seine Truppen in die Zitadelle und in das Fort Wilhelm zurück. Die Stadt selbst übergab er an die Franzosen. Bedingung war, dass weder von den beiden Festungen in die Stadt noch von dieser auf die beiden Festungen geschossen werden durfte. Namur selbst wurde von den Franzosen daraufhin besetzt.
Die Alliierten hatten eine starke Entsatzarmee zusammengebracht und marschierten mit ihr in Richtung Namur. Ludwig XIV. verstärkte die Truppen Luxembourgs, der daraufhin den Alliierten entgegen zog. Wilhelm III. griff mit seiner Artillerie nur die Vorposten der Gegner an, blieb aber ansonsten untätig.
Nach der Kapitulation der Stadt hatte es einen kurzen Waffenstillstand gegeben, den die Franzosen nutzten, um ihre Artillerie außerhalb der Stadt gegen das Fort Wilhelm in Stellung zu bringen und mit der Beschießung zu beginnen. Zunächst wollten die Franzosen eine zum Fort gehörige Redoute stürmen. Die Vorbereitungen verzögerten sich. Dabei spielten schlechte Witterungsbedingungen und Probleme mit der Versorgung eine große Rolle.
Die beiden Festungsbaumeister Vauban und Coehoorn führten einen erbitterten Wettkampf beim Bau von Laufgräben und entsprechenden Gegenmaßnahmen. Dabei wurde Coehoorn verwundet.
Erst am 12. oder 13. Juni waren die Vorbereitungen für einen Sturmangriff abgeschlossen. Es gelang den Franzosen, mit einer großen Übermacht die Besatzung zum Rückzug in das Fort zu zwingen. Dabei waren die Verluste auf Seiten der Verteidiger hoch. In der folgenden Nacht wurden die Stellungen weiter vorangetrieben. Am 17. Juni machten die Belagerten einen Ausfall, töteten zahlreiche französische Soldaten und zerstörten Teile der Belagerungswerke.
Mittels einer doppelten Sappe gelang es den Franzosen, den Kontakt zwischen Fort und Zitadelle zu unterbrechen. Vorbereitet durch Artilleriebeschuss ließ Ludwig XIV. am 22. Juni das Fort stürmen. Die Besatzung aus 80 Offizieren und über 1500 Mann kapitulierte und konnte am nächsten Tag das Fort mit Fahnen und unter klingendem Spiel verlassen. Von den Franzosen wurden sie an die Grenze geleitet.
Wilhelm III. versuchte, ohne die Schlacht zu suchen, Luxembourg zu beunruhigen und es kam zu größeren und kleineren Gefechten. Beide Armeen brachen am 17. ihre Lager ab und marschierten auf beiden Ufern des Flusses Mehaigne. Sie standen sich am 23. Juni gegenüber, ohne dass es zur Schlacht kam. Allerdings hatte dies zur Folge, dass die Alliierten den Belagerten nicht wirksam zur Hilfe kommen konnten.
Die Franzosen wollten nun verstärkt Teile des Hauptwerkes der Zitadelle angreifen. Allerdings erwies es sich als unmöglich wegen heftigen Regens, die Geschütze in Stellung zu bringen und sie mit Munition zu versorgen. Außerdem gingen der Armee Ende Juni die Vorräte aus und viele der Pferde starben.
Auf Anraten von Vauban plante Ludwig XIV. das Abkommen mit den Verteidigern zu brechen und die Festung von der Stadtseite aus anzugreifen. Dazu wurden Geschützbatterien aufgefahren, aber es wurde noch kein Feuerbefehl gegeben. Der Bruch des Vertrages war nicht nötig, da am 29. Juni ein Außenwerk von außerhalb der Stadt so weit beschädigt wurde, dass der König diesen Teil stürmen und einnehmen ließ. Von dort aus gelang es, Breschen zu schlagen und auch das Hauptwerk zu nehmen.
Da die Belagerten erkennen mussten, dass sie auf Dauer nicht aushalten konnte, kapitulierte die Besatzung. Die Garnison von noch 4500 konnte am 1. Juli die Zitadelle mit allen Ehren verlassen und wurde nach Löwen geleitet.

## Folgen
Die Verluste der Alliierten lagen insgesamt bei 3000 Mann. Die Verluste der Franzosen dürften mindestens doppelt so hoch gewesen sein. Diese resultierten nicht nur aus direkter Feindeinwirkung, sondern auch durch Krankheiten infolge der schlechten Versorgung und der Witterung.
Ludwig XIV. befahl die Wiederherstellung aller Befestigungswerke, übergab das Kommando an Luxembourg und kehrte mit seinem Hof nach Versailles zurück. Dichter wie Jean Racine oder Nicolas Boileau feierten den siegreichen Herrscher.
Die Alliierten suchten Luxembourg zu einer offenen Feldschlacht zu zwingen. Dazu kam es nach zahlreichen taktischen Manövern beider Armeen erst etwa vier Wochen später am 3. August 1692. Den Sieg in der Schlacht von Steenkerke beanspruchten die Franzosen für sich. Weder diese Schlacht noch die Einnahme von Namur waren kriegsentscheidend.
Im Kriegsjahr 1695 belagerten die Alliierte die Stadt und eroberten sie zurück (Belagerung von Namur (1695)).